# Walther P5
Walther P5 je poloautomatická pistole ráže 9 mm vyvinutá v polovině 70. let německým výrobcem ručních palných zbraní Carl Walther GmbH. Vznikl na popud západoněmecké policie, která si vyžádala standardní pistoli. Dříve používané pistole Walther P 38 postupem doby přestávaly vyhovovat a rovněž postrádaly bezpečnostní prvky obvyklé u moderních konstrukcí.

## Konstrukce
Výhozní okénko se přesunulo do horní plochy závěru a vystřelené nábojnice létají doleva. Hlavním úmyslem přepracování konstrukce bylo vynechat manuální pojistku, která v případě náhle potřeby může zapříčinit zdržení, přitom však zachovat maximální bezpečnost.